# Antiga Líbia

Regiões da Líbia

Líbia, na Antiguidade, era a região situada a oeste do vale do Nilo, aproximadamente correspondente ao atual Noroeste da África. Diversas mudanças climáticas ocorridas na área afetaram muito a distribuição da colonização humana da região.
No período helenístico os berberes eram conhecidos como líbios. Suas terras se estendiam do atual Marrocos às fronteiras ocidentais do Antigo Egito. O oásis de Siuá, atualmente no Egito, fez tradicionalmente parte da Líbia, e nele até hoje se fala um idioma berbere, a língua siui.
O território que hoje corresponde à Líbia já foi dominado por diversos povos, tais como fenícios, gregos, romanos, egípcios, vândalos, bizantinos, berberes até a invasão árabe de 643 que trouxe o islamismo e a língua árabe ao país . O nome Líbia foi dado pelos colonos gregos, no século II a.C..
Fenícios e gregos chegaram ao país no século VII a.C. e estabeleceram colônias e cidades. Os fenícios fixaram-se na Tripolitânia e os gregos, na Cirenaica, onde fundaram as cinco colônias da Pentápole líbia. Os cartagineses, herdeiros das colônias fenícias, fundaram na Tripolitânia uma província, e no século I a.C. o Império Romano se impôs em toda a região, deixando monumentos admiráveis (Léptis Magna).
A Líbia permaneceu como província romana até ser conquistada pelos vândalos em 455 Após ser reconquistada pelo Império Bizantino, continuador do romano, a região passou a ser dominada pelos árabes em 643. Os árabes estenderam a área cultivada em direção ao interior do deserto.
Durante pouco mais de três séculos, o Califado Almóada manteve o domínio sobre a região tripolitana, enquanto a Cirenaica esteve sob o controle egípcio.